# Premjer Ligasy
Premjer Ligasy (kazašsky Қазақстан Премьер Лигасы) je nejvyšší kazachstánská fotbalová ligová soutěž. Byla založena v roce 1992, před tímto datem existovala na území Kazašské SSR regionální liga v rámci SSSR. Premjer Ligasy řídí Kazachstánská fotbalová federace, která je členem UEFA.
Hraje se systémem jaro-podzim.
Současným mistrem (sezóna 2022) je FC Astana.

## Nejlepší kluby v historii – podle počtu titulů
| Vítězové nejvyšší ligové soutěže |        |                                          |
| Klub                             | Tituly | Vítězné ročníky                          |
| FC Astana                        | 7      | 2014, 2015, 2016, 2017, 2018, 2019, 2022 |
| Irtyš Pavlodar FK                | 5      | 1993, 1997, 1999, 2002, 2003             |
| FK Aktobe                        | 5      | 2005, 2007, 2008, 2009, 2013             |
| FK Kajrat Almaty                 | 4      | 1992, 2004, 2020, 2024                   |
| FK Spartak Semej                 | 3      | 1994, 1995, 1998                         |
| FC Astana-1964                   | 3      | 2000, 2001, 2006                         |
| Tobol Kostanaj FK                | 2      | 2010, 2021                               |
| Šachter Karagandy FK             | 2      | 2011, 2012                               |
| FC Ordabasy                      | 1      | 2023                                     |
| FK Taraz                         | 1      | 1996                                     |

## Přehled vítězů
Zdroj:

Pozn.: Irtyš Pavlodar působil v minulosti pod názvem Ansat Pavlodar a Irtyš Bastau Pavlodar, FC Astana-1964 pod názvem Ženis Astana a FK Astana
- 1992: FK Kajrat Almaty
- 1993: Ansat Pavlodar
- 1994: Jelimaj Semej
- 1995: Jelimaj Semej
- 1996: FK Taraz
- 1997: Irtyš Pavlodar FK
- 1998: Jelimaj Semej
- 1999: Irtyš Bastau Pavlodar
- 2000: Ženis Astana
- 2001: Ženis Astana
- 2002: Irtyš Pavlodar FK
- 2003: Irtyš Pavlodar FK
- 2004: FK Kajrat Almaty
- 2005: FK Aktobe
- 2006: FK Astana
- 2007: FK Aktobe
- 2008: FK Aktobe
- 2009: FK Aktobe
- 2010: Tobol Kostanaj FK
- 2011: Šachter Karagandy FK
- 2012: Šachter Karagandy FK
- 2013: FK Aktobe
- 2014: FC Astana[3]
- 2015: FC Astana[4]
- 2016: FC Astana
- 2017: FC Astana
- 2018: FC Astana
- 2019: FC Astana
- 2020: FK Kajrat Almaty
- 2021: Tobol Kostanaj FK
- 2022: FC Astana
- 2023: FC Ordabasy
- 2024: FK Kajrat Almaty